# Kröslin
Kröslin (daw. Croslin, pol. Chroślin) – miejscowość i gmina w Niemczech, w kraju związkowym Meklemburgia-Pomorze Przednie, w powiecie Vorpommern-Greifswald, wchodzi w skład Związku Gmin Lubmin.
Do gminy przynależą następujące wyspy:
- Dänholm
- Greifswalder Oie
- Großer Wotig
- Kleiner Wotig
- Ruden